# Prêmio Robert Wichard Pohl
O Prêmio Robert Wichard Pohl (em alemão:  Robert-Wichard-Pohl-Preis) é um prêmio anual em didática física e física experimental concedido pela Deutsche Physikalische Gesellschaft, denominado em memória do físico experimental Robert Wichard Pohl, conhecido especialmente por suas inovações nas aulas de física experimental. É dotado com 5000 euros. É conferido por realizações de destaque na física, que têm um impacto especial sobre outras disciplinas em ciência e tecnologia, por realizações de destaque na divulgação do conhecimento científico, no ensino, na sala de aula e na didática física. A cada quatro anos o foco do prêmio é em didática física. O prêmio foi estabelecido em 1979.

## Recipientes
- 1980 Roman Sexl, conhecido por vários livros sobre a teoria da relatividade
- 1981 Karl Hecht, didática física, fundador do Instituto Leibniz de Educação em Ciência e Matemática da Universidade de Kiel
- 1982 Wilfried Kuhn, de 1971 até sua aposentadoria em 1991 professor de didática física em Gießen, autor de diversos livros didáticos de física
- 1987 Johannes Georg Bednorz e Karl Alexander Müller, descobridores da supercondutividade a altas temperatura
- 1988 Hans Gutbrod e Reinhard Stock, pelos trabalhos no aceleradores de íons pesados no GSI Helmholtzzentrum für Schwerionenforschung
- 1989 Wolfgang Paul, laureado com o Prêmio Nobel e desenvolvedor de um ion trap e filtro de massa quadrupolo
- 1990 Peter Toschek, professor em Hamburgo, espectroscopia de íons isolados e ion trap
- 1991, não houve premiação
- 1992 Hans-Christoph Siegmann, Instituto Federal de Tecnologia de Zurique, por trabalhos em espectroscopia de estado sólido com elétrons spin-polarizados
- 1993 Bruno Lüthi, até 2000 professor em Frankfurt, física do estado sólido
- 1994 Gustav Gerber, professor emérito em Würzburg, controle de reações químicas usando pulsos de laser de femtossegundos
- 1995 Wolfgang Eisenmenger, Universidade de Stuttgart, especialmente pelo desenvolvimento do método de ultra-sons de onda de choque na tecnologia médica (por exemplo, para desintegrar pedras nos rins)
- 1996 Wolfgang Helfrich e Martin Schadt, pelo desenvolvimento das primeiras telas de cristal líquido comercialmente bem sucedidas
- 1997 Anton Oed, desenvolvimento de detectores de gás microstrip
- 1998 Franz Bader, com Friedrich Dorn autor de um conhecido livro universitário de física
- 1999 Herbert Welling, ex-diretor do Instituto de Óptica Quântica da Universidade de Hannover
- 2000 Dietrich Menzel, professor na Universidade Técnica de Munique, por trabalhos sobre físico-química em superfícies metálicas e semicondutoras
- 2001 Werner Martienssen, professor na Universidade de Frankfurt, entre outros por didática física
- 2002 Hanns Ruder, professor de astrofísica na Universidade de Tübingen, entre outros por simulação computacional da teoria da relatividade
- 2003 Klaas Bergmann, professor na Universidade de Kaiserslautern, por trabalhos sobre física molecular (método STIRAP)
- 2004 Hans-Joachim Wilke, professor na Universidade Técnica de Dresden, por suas aulas experimentais
- 2005 Volker Dose, Instituto Max Planck de Física do Plasma, Garching bei München, entre outros por seus aplicativos de estatística Bayesiana na análise de dados
- 2006 Frank Jülicher, Max-Planck-Institut für Physik komplexer Systeme, Dresden, por trabalhos sobre biofísica
- 2007 Dieter Meschede, Prof. an der Universität Bonn, der neue Herausgeber des Lehrbuchs Gerthsen Physik  Professor na Universidade de Bonn, novo editor do livro Gerthsen Physik
- 2008 Hans-Joachim Schlichting, diretor-executivo do Instituto de Didática Física da Universidade de Münster
- 2009 Harald Rose, até sua aposentadoria em 2000 professor em Darmstadt, onde obteve em 1964 um doutorado orientado por Otto Scherzer, por contribuições teóricas na óptica eletrônica
- 2010 Ulrich Platt (Universidade de Heidelberg, Institut für Umweltphysik) pelo desenvolvimento do método DOAS em física atmosférica
- 2011 Gerhard Meyer (IBM Forschungslaboratorium Rüschlikon), por sua pesquisa pioneira no campo da microscopia de varredura por sonda e espectroscopia, que permitem entre outras coisas ilustrar processos químicos e a manipulação orientada no nível atômico
- 2012 Volkhard Nordmeier (Universidade Livre de Berlim) por suas pesquisas didáticamemnte de alta visibilidade no campo da física moderna, bem como seu engajamento extraordinário e de longa tempo para a formação a aprimoramento de professores
- 2013 Michael Vollmer (Universidade Ténica de Brandenburg), onde, além de suas realizações em física (termografia infravermelha, óptica atmosférica) são reconhecidas suas realizações na didática física
- 2014 Gert Strobl (Universidade de Freiburg) por "suas realizações extraordinárias para a compreensão e disseminação do conhecimento científico no campo da física de polímeros e matéria macia. Seus livros prestam uma contribuição significativa no ensino universitário. Além disso suas contribuições científicas contribuem com destaque para a química e as ciências aplicadas na área de polímeros"[3]
- 2015 Robert Moshammer (Instituto Max Planck de Física Nuclear) e Reinhard Dörner (Universidade de Frankfurt) "pelo desenvolvimento de um novo método de medição e trabalho pioneiro na física atômica e molecular. O microscópio a reação COLTRIMS abriu completamente novos objetivos de pesquisa não só para a física, mas também para a química e outras áreas afim. Seu estilo individual e educacional atraente de palestrar é único e transmite seu entusiasmo para colegas e alunos e para o público leigo"
- 2016 Christoph Buchal (Forschungszentrum Jülich), em "reconhecimento das suas realizações no ensino de conteúdo físico ao público em geral, escolas, universidades e em diversos cursos de aprimoramento de professores. Particularmente notável é a sua bem sucedida série de livros relevantes para a sociedade, com temas físicos. Sem polarização e apoliticamente, seus livros apresentam questões como clima e energia de forma cientificamente correta e compreensível"